# Aune Antti

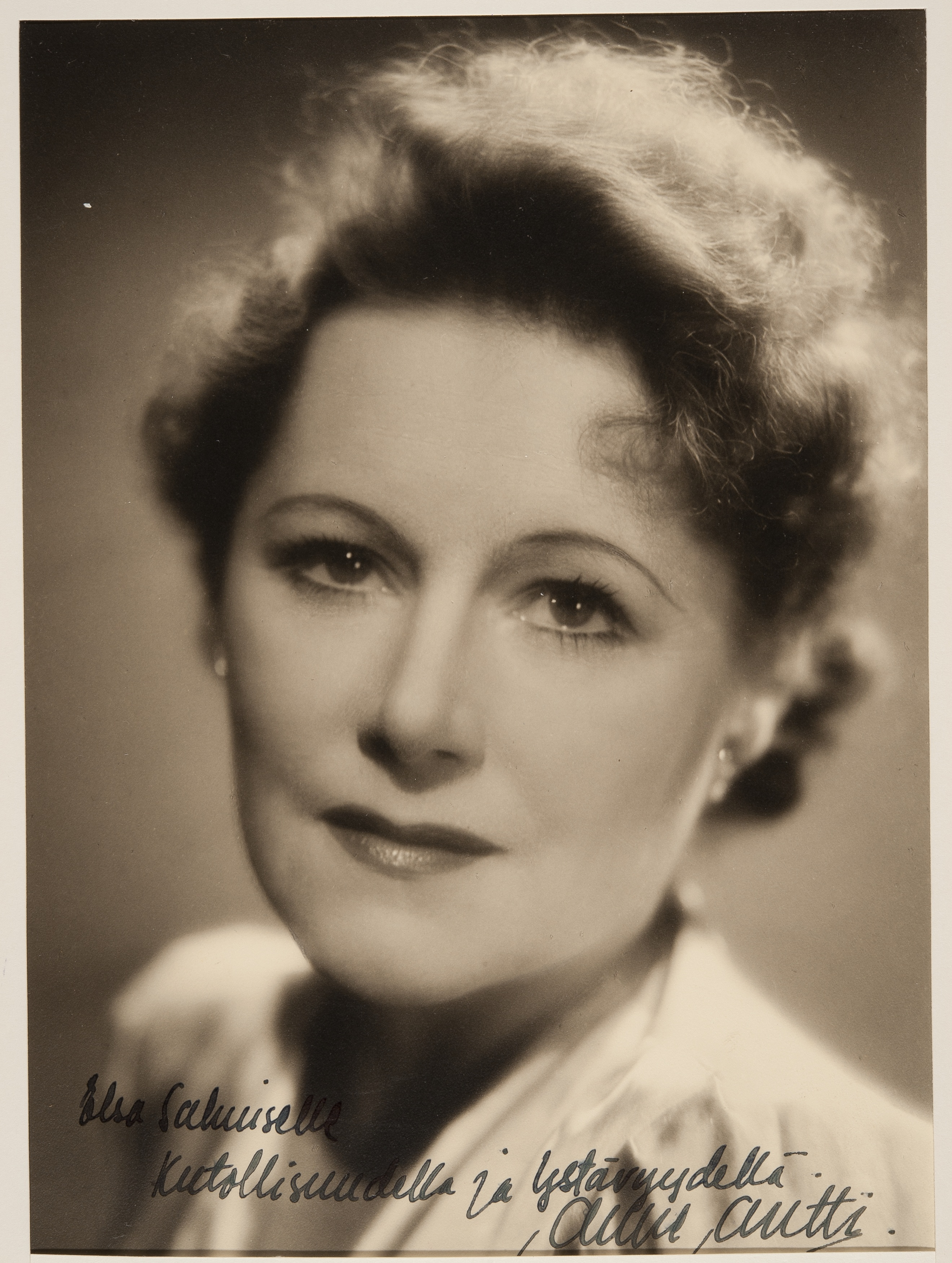
Aune Antti.

Kerttu Aune Antti, egentligen Holmqvist, född Anttonen 23 december 1901 i Villmanstrand, död 27 augusti 1983 i Helsingfors, var en finländsk sångerska (sopran). 
Antti framträdde huvudsakligen som liedsångerska och solist vid orkesterkonserter, bland annat i Skandinavien, Central- och Sydeuropa samt USA. Hennes favoritrepertoar var den finländska sångproduktionen. Hon var även en uppskattad sångpedagog. Hon tilldelades Pro Finlandia-medaljen 1972.